# Xuân Phú (Bắc Giang)
Xuân Phú is een xã in huyện Yên Dũng, een district in de Vietnamese provincie Bắc Giang.
Xuân Phú ligt op de noordelijke oever (linker oever) van de Thương.